# Karla Sachse

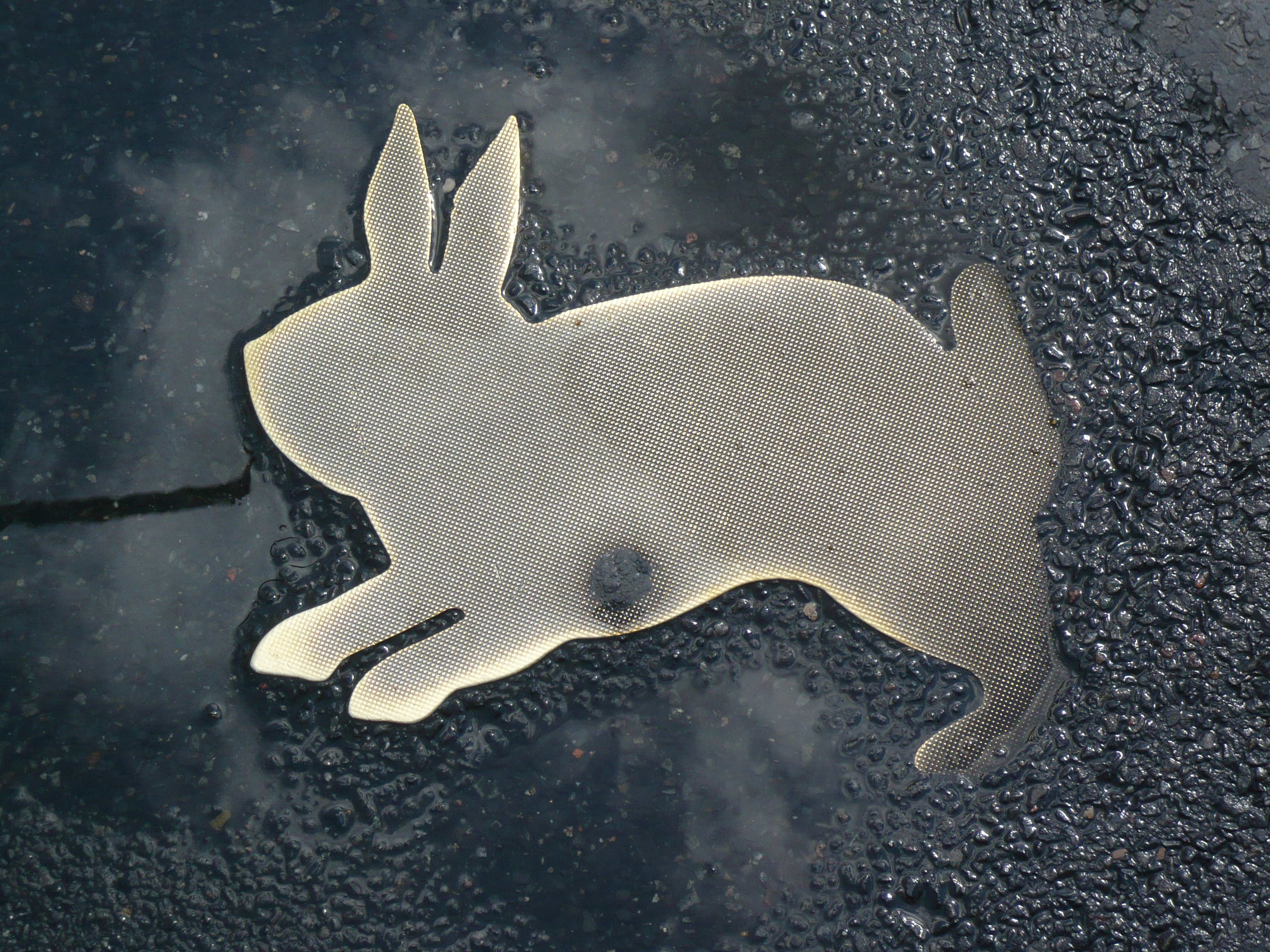
Ein Tier aus dem „Kaninchenfeld“ auf der Chausseestraße

Karla Sachse (* 1950 in Zschopau) ist eine deutsche Künstlerin, die insbesondere in Grenzbereichen visueller Poesie arbeitet.

## Leben
Karla Sachse hat 1969 bis 1977 an der Humboldt-Universität in Berlin Kunstwissenschaft studiert und anschließend promoviert. Danach war sie bis 1979 künstlerische Mitarbeiterin des Studios Bildende Kunst in Berlin-Lichtenberg. Von 1979 bis 1982 arbeitete sie als Lehrerin an der Brecht-Oberschule. Seitdem ist sie in Berlin freischaffend tätig. Sie war bis 1990 Mitglied des Verbands Bildender Künstler der DDR. Seit 1982 ist sie an Ausstellungen sowie an Mail-Art- und Straßenaktionen beteiligt, seit 1988 beschäftigt sie sich verstärkt mit visueller Poesie. Ihr künstlerisches Werk umfasst Rauminstallationen und Arbeiten im öffentlichen Raum. 1993 erhielt sie ein Stipendium der Stiftung Kulturfonds.

## Werk
Karla Sachse war 1996 mit ihrer Arbeit Kaninchenfeld in der Chausseestraße eine der Preisträger im Wettbewerb zur Markierung der sieben innerstädtischen Berliner Grenz-Übergänge. Im Jahr 2005 beteiligte sie sich erfolgreich am Wettbewerb um ein Denkzeichen am Haus 3 des Bezirksamts Pankow in der Prenzlauer Allee in Berlin Prenzlauer Berg für die Opfer der dort von 1945 bis 1956 existierenden Haftstätte der sowjetischen Geheimdienste und des Ministeriums für Staatssicherheit unter dem Titel Fragen eingeweiht. Im Auftrag des Bezirksamtes Pankow und in Kooperation mit der Kulturprojekte Berlin GmbH entwickelte Sachse im Jahr 2019 unter dem Motto „30 Jahre Friedliche Revolution – Mauerfall“ ein auf deren örtliche Akteure bezogenes Erinnerungsprojekt in Form temporärer Bodenzeichen an historischen Orten, die über QR-Codes oder Webadressen zu entsprechenden Interviews oder Text-Bild-Montagen verlinken.
Karla Sachse betätigt sich außerdem als Kuratorin.

### Zusammenarbeiten
1996: Duel: Tracy Mackenna and Karla Sachse, Gallery 4, Henry-Moore-Institute, Leeds, England 1. April – 8. August 1996:

## Ausstellungen (unvollständig)

### Gruppenausstellungen
- 1983: Berlin, Bezirkskunstausstellung
- 1986: Berlin, Ausstellungszentrum am Fernsehturm („Erste Ausstellung Berliner Junger Künstler“)
- 1987: Out of Eastern Europe: Private Photography, MIT Massachusetts, USA[5]
- 1992: Der Deutsche Künstlerbund in Aachen 1992, Ludwig Forum für internationale Kunst, Aachen[6]
- 2003: crossing-knotting, Nordbahnhof Berlin zum Projekt Transportale, Kunstprojekte im öffentlichen Raum entlang der S-Bahnlinie S2, Berlin

### Einzelausstellungen
- 2025: Karla Sachse – von Zeichen. Visuelle Poesie | Sprachräume | 1975–2025. Galerie Pankow